# Вольф 424
Вольф 424 (англ. Wolf 424), FL Девы (лат. FL Virginis) — двойная звезда в созвездии Девы на расстоянии приблизительно 11 световых лет (около 3,4 парсек) от Солнца. Звёздная величина диапазона U звезды — от +15,75m до +13,1m. Возраст звезды определён как около 700 млн лет.

## Характеристики
Первый компонент (Вольф 424 A) — красный карлик, эруптивная переменная звезда типа UV Кита (UV) спектрального класса M5, или M5,5Ve, или M5,5. Масса — около 0,19 солнечной, радиус — около 0,222 солнечного, светимость — около 0,00156 солнечной. Эффективная температура — около 3038 K.
Второй компонент (Вольф 424 B) — красный карлик, эруптивная переменная звезда типа UV Кита (UV) спектрального класса M7. Масса — около 0,113 солнечной, радиус — около 0,163 солнечного. Удалён на 0,5 угловой секунды.
Данная двойная система, состоящая из двух тусклых красных карликов, расположена в центральной части созвездия. Они не видны невооружённым глазом, хотя одна, меньшая компонента является одной из самых активных вспыхивающих звёзд, и иногда увеличивает свою яркость настолько, что её можно наблюдать без помощи телескопа. Звёзды разделены между собой расстоянием около 3,1 а.е. и совершают полный оборот вокруг общего центра масс приблизительно за 16,2 лет. Российские астрономы А. Муллари и В. Орлов рассчитали, что Глизе 473 через 7500 лет пролетит в 60 тысячах а.е. от Солнца.

### Вольф 424 А
Вольф 424 А — это холодная звезда главной последовательности, принадлежащая к спектральному классу красных карликов M5,5V, является одним из самых тусклых звёздных соседей Солнца. Если бы вместо Солнца в нашей системе была Вольф 424 А, она бы освещала земную поверхность лишь в 10 раз сильнее, чем полная Луна. Звезда имеет 14 % массы Солнца и 17 % диаметра Солнца.

### Вольф 424 В
Вторая компонента системы Вольф 424 В ещё меньше в размерах, её масса 13 % массы Солнца, а диаметр — 14 % Солнца спектральный класс — M7. Она является вспыхивающей звездой, и поэтому получила дополнительное название FL Девы. В 1999 году с помощью орбитального телескопа Хаббл удалось сфотографировать обе компоненты, что позволило определить спектральный класс обеих звёзд (ранее предполагалось, что обе они являются коричневыми карликами).

## Ближайшее окружение звезды
Следующие звёздные системы находятся на расстоянии в пределах 10 световых лет от Вольф 424:
| Звезда        | Спектральный класс | Расстояние, св. лет |
| Росс 128      | M4.1-5 Ve          | 4,0                 |
| EE Льва       | M4 Ve              | 7,2                 |
| Лаланд 25372  | M1.5 Ve            | 7,2                 |
| G 12-30       | M5 Ve              | 7,3                 |
| Вольф 359     | M5.8 V             | 7,3                 |
| LP 731-58     | M6.5 V             | 7,4                 |
| AD Льва       | M3 Ve              | 8,1                 |
| LP 378-541    | M2 V               | 8,4                 |
| BD+44 2051 AB | M1 Ve/M5.5Ve       | 9,7                 |

## В фантастике
- В рассказе Генриха Альтова «Порт Каменных бурь»[17] на одной из планет данной звезды располагается автономно действующая автоматическая станция высокоразвитой цивилизации, препятствующая разбеганию галактик.